# 塔思不花 (丞相)
塔思不花（?—?），元朝大臣，元武宗时中书右丞相。
大德八年（1304年），御史中丞、太仆卿塔思不花改任中书右丞。大德十一年（1307年），元武宗即位，任御史大夫，遥授左丞相，进为右丞相。奉命自上都（今内蒙古自治区正蓝旗东）还京师大都治安西王阿难答党。奏请重视监察官员的权力，凡有弹劾，旁人不得干预。元武宗下诏依从。七月，定中书省官为十二员：右丞相塔剌海，左丞相塔思不花，平章政事床兀儿、乞台普济如故，阿沙不花、塔失海牙为平章政事，孛罗答失、刘正为右丞，郝天挺、也先帖木儿为左丞，于璋、乌伯都剌为参知政事。至大元年（1308年），升右丞相。五月丙子，授右丞相塔思不花上柱国，监修国史。至大二年（1309年），塔思不花以大德六年至至大元年，禁中玺书应近臣要求不经中书省直下者凡六千三百余道，严重干扰地方司法及经济事务，奏准日后玺书未经中书省，不得随意下达。当时议立尚书省，他力主与老臣再议，不同意乐实、保八请求设立尚书省和改行新钞的建议，武宗不从。至大四年（1311年），武宗驾崩，元仁宗罢尚书省，又奉命治罪尚书省的官员脱虎脱、三宝奴等人。改任御史大夫。 